# سیارک ۴۲۳۶
سیارک ۴۲۳۶ (به انگلیسی: 4236 Lidov، نامگذاری:1979FV1) چهار هزار و دویست و سی و ششمین سیارک کشف شده‌است که در ۲۳ مارس ۱۹۷۹ کشف شد.
قدر مطلق سیارک برابر ۱۱٫۴۰ است.